# Сабур
Сабу́р (от араб. صبر‎ «терпение», так как растение, из которого получали сабур — Алоэ (Aloe), считалось символом терпения, поскольку способно долгое время обходиться без воды) — сухой затвердевший сгущённый сок, получаемый путём выпаривания из мясистых листьев различных видов алоэ — кустарниковых или деревянистых растений, произрастающих в Африке, Азии и Южной Америке.
В торговле различают, главным образом, два сорта: блестящий капский (Aloe lucida subsp. capensis) и тусклый (Aloe hepatica). Первый, лучший из них, представляет неправильные куски, похожие на смолу, красно-бурого цвета с зеленоватым отливом и блестящим изломом. При обыкновенной температуре сабур довольно хрупок и растирается в порошок, имеет неприятный запах и противный, очень горький вкус; вполне растворяется в горячей воде и в спирте; содержащаяся в препарате жёлто-бурая смола не растворяется в холодной воде, и такой раствор представляется мутным.
Сабур содержит кристаллический глюкозид алоин, которому принадлежит слабительное действие препарата, смолистое вещество, белковые вещества, жир и значительное количество эфирного масла.
В дозах 0,02—0,05 сабур и его препараты действуют как горькое средство, усиливая аппетит, способствуя пищеварению и увеличивая отделение жёлчи. Дозы 0,2—1,0 вызывают в зависимости от индивидуальных условий через 6—12 часов более или менее обильное слабительное действие, в большинстве случаев не сопровождающееся болевыми ощущениями. По-видимому, для проявления слабительного эффекта необходимо присутствие жёлчи, так как при введении сабура в прямую кишку не наблюдается обычного действия препарата. В противоположность другим слабительным средствам сабур оказывает действие даже при частом употреблении. В больших дозах сабур ядовит и может вызвать смертельное отравление. При остром и хроническом отравлении сабур вызывает воспалительные явления кишечника и почек. Как слабительное средство препарат назначается при вялой деятельности пищеварительного канала, преимущественно лицам, страдающим привычными запорами, большею частью в форме пилюль. Кроме экстракта, употребляются: настойка как горькое средство, улучшающее пищеварение; итальянские пилюли (сабур с железом в равных долях); слабительные пилюли (сабур, клубни ялапы, медицинское мыло и анис); эликсир Парацельса (сабур, мирра, шафран, спирт, разведённая серная кислота) как желудочное средство. Сабур остерегаются назначать во время беременности, менструации, при наклонности к геморроидальным кровотечениям и при воспалительных состояниях кишечника.